# Черкаський замок
Черка́ський за́мок — фортеця, збудована в місті Черкаси в XVI столітті і була частиною оборонної смуги укріплень Київського князівства з півдня, разом з Вінницею, Брацлавом та Каневом. Служив для охорони українських земель від нападів кримських татар. За свою історію він був двічі перебудований.
Якщо порівнювати з густонаселеними кам'яними фортецями Західної Європи, то Черкаський замок був ніби фантомом. Він проіснував сім віків із чвертю як містовий замок, і хоча дата його будівництва суперечлива, на межі XIV-XV століть тут таки були будівлі, які дозволяли класифікувати Черкаси як середньовічне місто. Замок був типово українським — з дерева, глини й соломи.

## Історія

### Перший замок
Перший замок в Черкасах був збудований ще в 1392—1402 роках. Він знаходився в межах сучасного скверу Богдана Хмельницького, на Замковій горі. В ті часи Київщина була під владою Литви, а Черкаси знаходились у володінні Скиргайла. Саме він вирішив збудувати свою резиденцію в Черкасах. Фортеця була острогом міста, зроблена із загострених колод, стіни якої тяглись подолом сучасною Долиною троянд. При цьому простір центру укріплення був лише 60 м уздовж смуги Дніпра і 40 м перпендикулярно до неї. Від вершини, на схилах, знаходились хати зброярів, гончарів та рибалок.

### Другий замок
В 1490-их роках Ошпан зводить укріплення на місці теперішнього готелю «Черкаси». Проект був невдалим, тому що сучасний бульвар Шевченка був південно-західною межею міста, а за ним простягався голий степ, відкритий для кочівників. Замок був незручний, воду могли набрати тільки з криниці завглибшки 50 м. Позитивним було лише існування міського торжища. Через це наприкінці XV століття городяни відмовились від проекту Ошпана.

### Третій замок

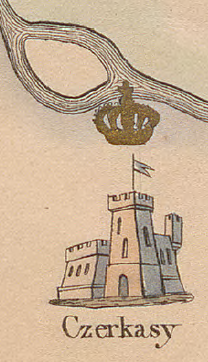
Черкаський замок на мапі Зигмунда Герстмана

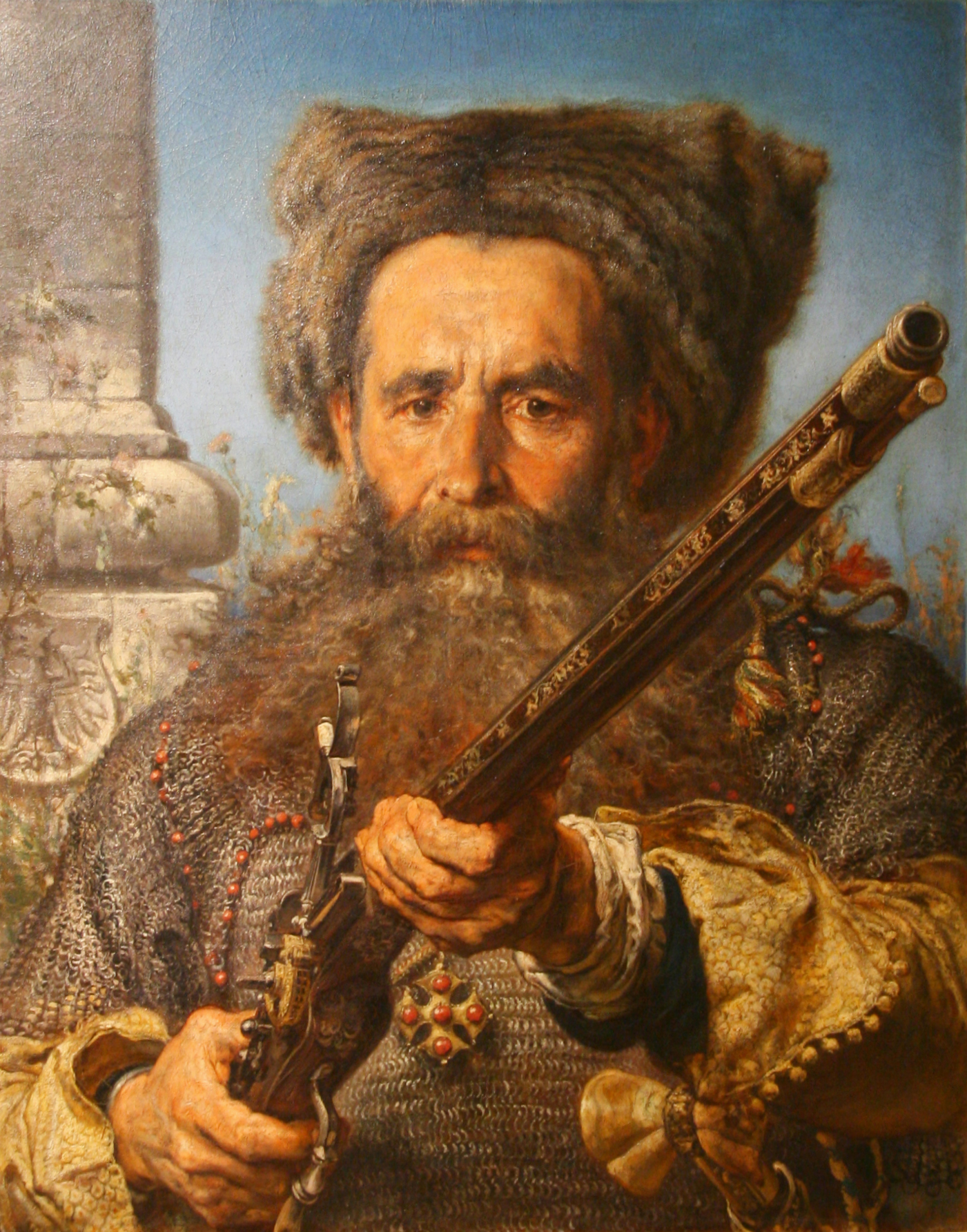
Староста Черкаський та Канівський Остафій Дашкевич

В 1549—1552 роках Остафієм Дашкевичем, старостою Черкаським та Канівським, в Черкасах був зведений новий, міцніший замок на місці старого. Саме він фігурує в історії як Черкаський замок. На будівництво було витрачено 3 роки (1549—1552 роки). Була залучена велика кількість будівельників не тільки з Черкас, але й землекопів з Білорусі, Верхнього Придніпров'я, Волині та Волощини. Керував будівництвом могилівський «добродеревець» Федір Бака. Фортецю збудували на найвищій горі — Замковій — на відстані три перестріли лука від Дніпра. В Архіві Південно-Західної Росії зберігся опис замку, який туди потрапив з архіву державної канцелярії Литовського князівства:
|  | Було тут 29 городень – засипаних землею зрубів з накриттям, 4 соснові вежі, від поля замок оточував широкий рів. На подвір'ї замку, біля стіни, стояв будинок з ґанком, коморою та світлицею; коло однієї з веж містилася будівля з двома світлицями й сіньми між ними. Крім того, біля подвір'я дитинця підносилася дерев'яна церква Миколи на підрубі і стояло ще кілька хат, житник та шпіхлір на стрільбу. Бронь замковая складалася з кількох гармат і гаківниць. Гарнізон налічував 100 чоловік військових і 60 служебників, якими розпоряджався староста. Допоміжною збройною силою були міщани, які мали нести кінну службу на чималій відстані від міста. Саме місто розбудовувалося обабіч замку. |

За люстрацією 1624 року, у місті проживало вже понад 6 тисяч жителів. Французький інженер Гійом Боплан, що служив у війську Речі Посполитої, писав:
|  | Черкаси, дуже старе місто, добре розташоване і придатне для укріплення. Я бачив його у час розквіту, коли сюди звідусіль сходилися козаки і там мав резиденцію сам їхній отаман. Але ми спалили місто у 1637 році, 18 грудня, через два дні після того, як здобули перемогу над згаданими козаками. Черкас немає і ніколи не буде. |

Але вже через 12 років замок і місто були відбудовані. Більше того, з 1648 року Черкаси стають центром Черкаського полку, а 1649 року тут зимує із військом коронний гетьман Потоцький, а таке було можливе лише в абсолютно безпечному місці.
За свідченням османського мандрівника XVII століття Евлія Челебі, котрий побував у Черкасах у жовтні 1657 року, у місті Черкаси вже була мурована фортеця й цивільні будинки, споруджені з тесаного каменю, але більшість жител складали сільські хати, покриті соломою і тесом. Над одноповерховою забудовою височіли три дерев'яні козацькі церкви.
В травні 1768 року гайдамацькі загони отамана Максима Залізняка руйнують і спалюють Черкаський замок. Населення Черкас підтримало повстання, відоме в історії як Коліївщина, і поплічник ватажка, гончар із села Мельники Семен Неживий, зруйнував фортецю. У другій половині травня загони Залізняка взяли приступом місто, розгромивши при цьому гарнізон війська Речі Посполитої. Про ці події Тарас Шевченко у своїй поемі «Гайдамаки» пише так:
|  | Поїхали… А Черкаси Палають, палають. |

1552 року на місці сучасної площі Слави, де тепер меморіальний комплекс «Пагорб Слави», закладається резервне укріплення. У XVIII столітті будівлі переобладнуються під господарські споруди. Остаточно замок самозруйнувався у середині XIX століття.

## Будова замку

Замкова гора. Саме тут був замок

Замок мав розміри 30х17 сажнів, він був трохи менший за Канівський (45,5х18). Стіни були зведені із дубових та соснових колод, що ставилися вертикально і дуже щільно, зверху — 29 городень, насипаних землею. По кутах 4 соснові вежі, в них стояли гармати великого калібру, виготовлені в Черкасах 1532 року. Тут зберігалися ручна зброя — гаківниці, гаркебузи, гарматні ядра, а також порох, свинець, селітра, смола, дубові колоди, каміння, бочки з водою та харчові припаси.
У замку були комори, конюшня, сараї, будинок для старости, світлиці для гостей, чорна хата для замкової челяді, дві пивні, в'язниця і церква. Від поля його оточував широкий рів. Саме місто Черкаси розбудовувалося обабіч замку і мало укріплення — острог з двома воротами.

## Гарнізон
Військову силу складали загони реєстрових козаків, загони драбів (воїнів-найманців), сторожа замкова і тюремна, слуги старости. Загін старостинських воїнів складався із роти жовнірів і 160 «служебників». У кожному десятку воїнів було по 2 списоносці і 8 стрільців.